# آرنولدشتاین
آرنولدشتاین (به آلمانی: Arnoldstein) یک منطقهٔ مسکونی در اتریش است که در ناحیه فیلاخ-لاند واقع شده‌است. آرنولدشتاین ۶٬۸۳۲ نفر جمعیت دارد.

## خواهرخوانده
شهر تارچنتو خواهرخواندهٔ آرنولدشتاین هست.